# کلودیو ماتینی
کلودیو ماتینی (انگلیسی: Claudio Matteini; ۳۱ مهٔ ۱۹۲۳ – ۱۸ ژانویهٔ ۲۰۰۳) بازیکن فوتبال اهل ایتالیا بود.
از باشگاه‌هایی که در آن بازی کرده‌است می‌توان به باشگاه فوتبال آ.اس. رم و باشگاه فوتبال ترنانا اشاره کرد.